# NGC 5427
NGC 5427 ist eine Spiralgalaxie vom Hubble-Typ SA(s)c im Sternbild Jungfrau und befindet sich etwa 6 Grad südlich des Himmelsäquators. Sie ist schätzungsweise 114 Millionen Lichtjahre von der Milchstraße entfernt und wird als Seyfert-2-Galaxie gelistet. Sie bildet mit NGC 5426 das wechselwirkendes Galaxienpaar Arp 271. 
Halton Arp gliederte seinen Katalog ungewöhnlicher Galaxien nach rein morphologischen Kriterien in Gruppen. Dieses Galaxienpaar gehört zu der Klasse Doppelgalaxien mit verbundenen Armen.
Das Objekt wurde am 5. März 1785 von dem deutsch-britischen Astronomen Friedrich Wilhelm Herschel entdeckt.

## NGC 5427-Gruppe (LGG 374)
| Galaxie  | Alternativname | Entfernung/Mio. Lj |
| -------- | -------------- | ------------------ |
| NGC 5426 | PGC 50084      | 113                |
| NGC 5427 | PGC 50083      | 114                |
| NGC 5468 | PGC 50323      | 125                |
| NGC 5472 | PGC 50345      | 128                |
| NGC 5493 | PGC 50670      | 117                |